# Iryna Kurachkina
Iryna Alyaksandrauna Kurachkina (biélorusse : Ірына Аляксандраўна Курачкіна), née le 17 juin 1994 à Kruhlaye (voblast de Mahiliow, Biélorussie), est une lutteuse biélorusse. Elle est double championne d'Europe (2018, 2021), double médaillée de bronze mondiale (2017, 2019) et vice-championne olympique (2021).

## Palmarès

### Jeux olympiques
- médaille d'argent en lutte libre féminine -57 kg aux Jeux olympiques d'été de 2020 à Tokyo

### Championnats du monde
- médaille de bronze en lutte libre féminine -55 kg aux championnats du monde 2017 à Paris
- médaille de bronze en lutte libre féminine -57 kg aux championnats du monde 2019 à Noursoultan

### Championnats d'Europe
- médaille d'or en lutte libre féminine -57 kg aux championnats d'Europe 2021 à Varsovie
- médaille de bronze en lutte libre féminine -57 kg aux championnats d'Europe 2020 à Rome
- médaille d'or en lutte libre féminine -55 kg aux championnats d'Europe 2018 à Kaspiisk
- médaille d'argent en lutte libre féminine -53 kg aux championnats d'Europe 2016 à Riga

### Jeux européens
- médaille d'or en lutte libre féminine -57 kg aux Jeux européens de 2019 à Minsk